# Dansk Oplagskontrol
Dansk Oplagskontrol er en selvejende, nonprofit erhvervsdrivende fond, hvis formål er at kontrollere oplaget af samtlige trykte medier, der udgives i Danmark. Fonden er grundlagt i 1930.
Dansk Oplagskontrol er baseret på et tre-parts-samarbejde mellem annoncører, reklamebureauer og medier, og følger de i International Federation of Audit Bureaux (som Dansk Oplagskontrol i øvrigt er medstifter af) vedtagne standarder og definitioner for opgørelsen af oplag, udgivelser og distribution af trykte medier.
Siden 1967 har Dansk Oplagskontrol også drevet Dansk Udstillingskontrol, som varetager kontrol med antal af besøgende og andre relevante oplysninger om udstillinger og messer, der finder sted i Danmark. Fra 1994 har Dansk Oplagskontrol desuden udarbejdet en årlig undersøgelse af danskernes forbrug af reklamer. 
Fonden ledes af en bestyrelse, hvis medlemmer repræsenterer Dansk Annoncørforening, Danske Specialmedier, Dansk Magasinpresses Udgiverforening, Dansk Markedsføringsforbund, Danske Dagblades Forening, Danske Reklame- og Relationsbureauers Brancheforening og Ugeaviserne – foreningen af danske ugeaviser og lokalaviser. Adm. direktør for Dansk Oplagskontrol er Allan Lillelund.
Dansk Oplagskontrol lukkede i slutningen af august 2015. Beslutningen om lukningen blev truffet i 2014, efter flere mediehuse havde udtrykt ønske om at opsige ordningen.